# Gamers Nexus
A Gamers Nexus (GN) egy amerikai, technológiára és számítógép-hardverre szakosodott online hírportál és YouTube-csatorna, amelyet Stephen Burke alapított 2008 júniusában. A YouTube-csatorna 2009 óta működik, és Burke műsorvezetői munkásságának köszönhetően napjainkban a platform egyik leghitelesebb tech-szakértőjeként van elismerve.

## Története
A Gamers Nexus 2008-ban alakult Stephen Burke vezetésével, és egy évig részletes és megbízható híreket osztott meg weboldalán a számítógépek világáról. 2009 júliusában Burke létrehozta a Gamers Nexus YouTube-csatornáját, amelyen eredetileg hardvertesztek és iparági hírek voltak találhatóak, de újonnan alapos technikai elemzések és oknyomozó dokumentumfilmek is megjelentek. 2022 és 2024 között több híres vállalatot és céget vont felelősségre kutató és nyomozó dokumentumfilm-formában, ami tovább növelte a csatorna hírnevét és hitelességét. 2023 nyarán egy 250 000 dolláros befektetést követően befejeződött a saját Hemi-Anechoic-kamrájuk építése, ahol azóta informatív és a platformon teljesen egyedi teszteket végeznek különböző számítógépek, PC-alkatrészek és konzolok hangszintteljesítményeivel kapcsolatban.

## Fontosabb tartalmak

### Artesian Builds
2022. július 12-én a Gamers Nexus mélyreható vizsgálatot végzett az Artesian Builds - egy egyedi számítógépeket gyártó vállalat - bukásával kapcsolatban, amely 20 millió dolláros értékelés után pár hét alatt csődbe ment. A vizsgálat egy 33 perces dokumentumfilmben végződött, amely során kiderített alapszintű vezetési problémákat, felelőtlen online kommunikációt és adókkal kapcsolatos nehézségeket is. A Gamers Nexus az Artesian Builds csődbe mente után kapcsolatba állt a cég munkanélkülivé kényszerült alkalmazottjaival, és az ipari kapcsolatait felhasználva segített nekik új munkahelyet találni.

### Linus Tech Tips
2023-ban a Linus Media Group (LMG) / Linus Tech Tips (LTT) - a tech-szféra egyik legnépszerűbb tartalomgyártója - egyik alkalmazottja egy bemutató során kijelentette, hogy a többi YouTube-tartalomgyártó társukkal ellentétben ők kizárólag friss és naprakész információkat közölnek, amelyet az említett személyek közül több neves youtuber is megalázónak és tiszteletlennek tekintett, a Gamers Nexust beleértve. A Gamers Nexus erre reagálva 2023. augusztus 13-án feltöltött a platformra egy 45 perces videót, melyben kérdőre vonta a Linus Tech Tips pénzügyi modelljét és az általuk közölt információ megbízhatóságát. A videóból kiderült hogy a Linus Sebastian által vezérelt Linus Tech Tips túl nagy tempóban próbált videókat és digitális tartalmakat gyártani, az amelynek következtében az alkalmazottak egy része túlzott stressz alatt dolgozott, ami a média minőségének és pontosságának is ártott, és több logisztikai baki is történt; egy új és feltörekvő cég, a Billet Labs, például majdnem csődbe ment, miután a Linus Tech Tips véletlenül elárverezte a cég egyetlen működő videókártya-hűtő prototípusát. A Gamers Nexus videója egyből online botrányt keltett, és válaszként a Linus Tech Tips egy új működési filozófiát vezetett be, amely szerint csökkentette a feltöltött videók mennyiségét, és több biztonsági ellenőrzést is bevezetett az elkövetett hibák további elkerülése érdekében.

### EKWB
A Gamers Nexus legnagyobb és legalaposabb, háromrészes nyomozó sorozatában EK Water Blocks (EKWB) pénzügyi problémáit vizsgálta, amely során komoly etikai problémákat tártak fel. A Gamers Nexus által felmutatott hivatalos papírok szerint az EKWB nem fizette ki időben az alkalmazottait, partnereit és beszállítóit, amit valótlan ígéretekkel és kölcsönökkel próbáltak elrejteni. A Gamers Nexus egy ügyvéd szolgálatait alkalmazva bebizonyította, hogy az EKWB több agresszív és embertelen jogi lépést is tett, például perekkel és börtönnel is fenyegették alkalmazottjaikat és partnereiket, amely tovább rontotta a vállalat hírnevét. Az említett problémák a vállalat tőzsdei csődjeivel párosítva komoly kérdőjelet vontak a cég jövőjére, de ezek ellenére az EKWB továbbra is működőképes, és jelenleg a közösséggel szembeni bizalom helyreállításán dolgozik.